# ネア・モニ修道院

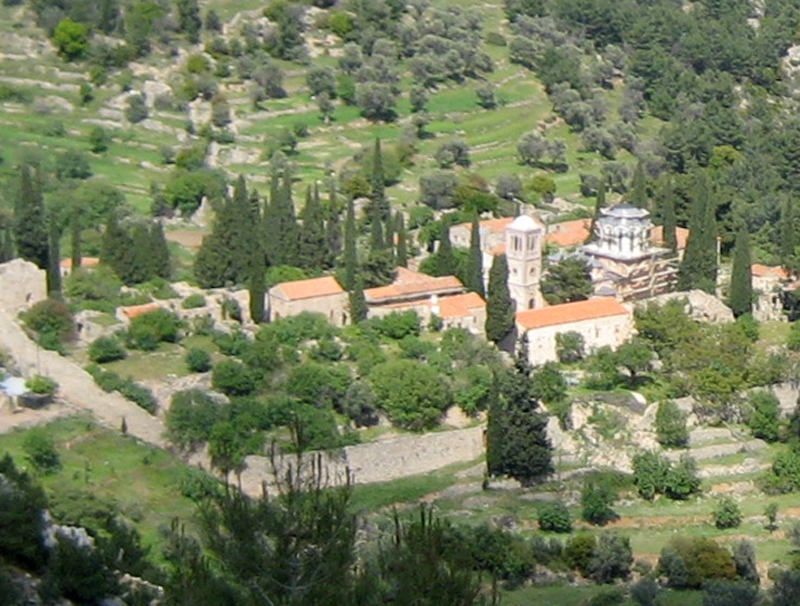
ネア・モニ修道院全景

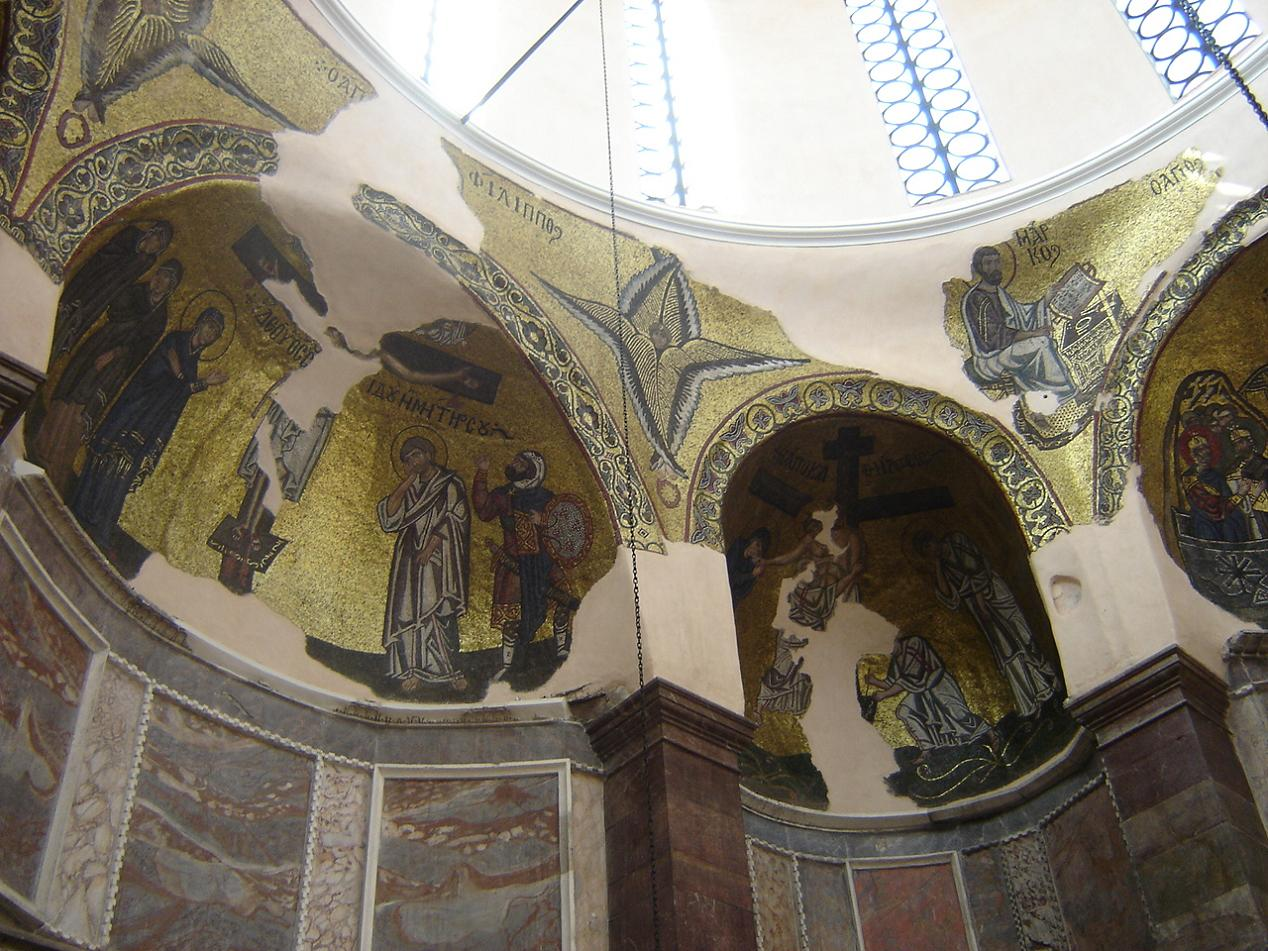
ネア・モニ修道院にある聖堂内部・モザイクイコン

ネア・モニ修道院（希：Νέα Μονή）は、ギリシャ共和国のヒオス島（キオス島）にあるギリシャ正教：正教会の修道院である。設立は11世紀で、中期ビザンティン建築を代表とされる聖堂と、11世紀に作成された当時の姿をとどめる貴重なモザイクが残る。
1990年、他の2つの修道院とともにユネスコの世界遺産に登録された（登録名は「ダフニ修道院、オシオス・ルカス修道院、ヒオス島のネア・モニ修道院」）。

## 歴史
ネア・モニ修道院は、魔法を使うと噂された修道士ニケタスとヨアンニスによって創建されたものである。彼らは、1035年から1042年にかけて、ヒオス島に近いミティリニ島に追放されていた貴族コンスタンティノス・モノマコスが皇帝になることを予言した。そして、予言通り彼が1042年にコンスタンティノス9世として帝位に就くと、税金の免除や建築物の贈与を受けることになったとされる。しかし、修道院自体は1042年以前に設立されていたようで、ニケタスとヨアンニス、そしてヨシフが聖母のイコンを発見し、これを敬うために生神女聖堂を建立したことに始まるとされる。テオドラとゾエによる寄進もすでに行われていたらしい。ともかく、彼らはコンスタンティノスの関心を引くことにも成功し、首都に居を移して活動を行った。当時のコンスタンディヌーポリ総主教ミハイル1世に影響を与えることもあったようである。
現在の中央聖堂は、金印勅書から、コンスタンティノポリスの建築家によって建設され、着工は恐らく1043年、完成は1055年から1056年の間に成されたものと考えられる。ニケタスとヨアンニスは、皇帝から首都のいかなる聖堂の形式を真似てもよいとの言葉を得て、「聖使徒聖堂の小さい聖堂」を真似たと伝えられている。これは、恐らく聖使徒聖堂に付属するコンスタンティヌスの霊廟であったらしいが、これをそのまま真似て建設したかどうかについては定かでない。
ギリシャ独立戦争最中の1822年に修道院は火災に遭い、この時に中央聖堂のドームにあるモザイクが喪失した。独立戦争時、ヒオス島では独立派による住民の虐殺が行われるほどの状況にあったが、修道院は完全に消失しなかった。しかし、ドームは1882年の地震によって崩落してしまい、後に再建されたが、オリジナルに忠実でないものになってしまった。

## 構造
ネア・モニ修道院の中央聖堂は、単純形スクィンチ式と呼ばれる形式の教会堂である。ドームを支えるためにスクィンチを採用している点はオシオス・ルカスの中央聖堂と同じであるが、オシオス・ルカスが高いアーチで開放的なつくりであるのに対し、ネア・モニの中央聖堂はアプスへ続くアーチが低く、中央ホールのドームをより強調したつくりになっている。また、オシオス・ルカスのスクィンチは4つであるが、ネア・モニではアーチ部分もスクィンチを形成するので、8つのスクィンチによってドームを支えている。
ドームは19世紀に再建された12角形のものだが、本来はスクィンチによって形成される八画形の上に、九角形のパンプキン・ドームが載っていた。これは天使の9位階を示すために形成されたためと考えられる。このドームについては、完成してからモザイクの画題が考えられたのではなく、モザイクの画題が先に決定しており、これを満足させるように変形されたらしい。

## 装飾
ネア・モニの中央聖堂は、至る所モザイクによって装飾されている。これでも、かつてはモザイクで埋め尽くされていたが、地震によりかなりが失われたものである。内ナルテクスには、小ドームに聖人のメダイヨンに取り巻かれた『聖母』をはじめとして、『エルサレム入城』『聖霊降臨』『ラザロの蘇生』『キリストの昇天』『洗足』『ゲッセマネの祈り』『ユダの裏切り』が描かれるが、内陣入り口部分のモザイクについては大部分が失われている。
中央ドームを支えるスクィンチにはキリストの生涯を題材としており、『生神女福音』『降誕』『迎接』『洗礼』『変容』『磔刑』『十字架降架』『復活』のモザイクが施されているが、『降誕』については現存しない。『復活』のソロモン王は髭の生えた人物として描かれているが、これはビザンティン美術ではたいへん珍しい措置で、モデルは修道院の寄進者であるコンスタンティノス・モノマコスであるとされる。スクィンチとドームの間のスパンドレルには、四福音記者とセラフィムが配された。
アプスには『生神女』が描かれているが、座像ではなく立像になっているのは珍しい。これは修道院設立時に発見されたとされるイコンと同じ図像であったようである。その両脇には、それぞれ『大天使ミカエル』と『大天使ガブリエル』の上半身が描かれる。